# Hydralmosaurus serpentinus
L'idralmosauro (Hydralmosaurus serpentinus) è un rettile marino estinto, appartenente ai plesiosauri. Visse nel Cretaceo superiore (Santoniano/Campaniano, circa 83 milioni di anni fa) e i suoi resti sono stati ritrovati in Nordamerica (Nebraska). 

## Descrizione
Questo rettile marino è noto per uno scheletro incompleto, privo di cranio, proveniente dal Nebraska. Come tutti i plesiosauri, possedeva un corpo relativamente schiacciato, zampe trasformate in strutture simili a pinne e un collo eccezionalmente allungato (le vertebre cervicali erano 63). Rispetto ai suoi simili (elasmosauridi), Hydralmosaurus possedeva un omero particolarmente massiccio, che indicherebbe un nuotatore molto potente. Questo animale è uno dei più grandi plesiosauri noti, e poteva raggiungere una lunghezza di circa 11 metri.

## Classificazione
I resti di Hydralmosaurus furono originariamente descritti da Edward Drinker Cope nel 1877 e considerati una nuova specie del plesiosauro Elasmosaurus (E. serpentinus). Una revisione completa degli elasmosauri nordamericani, effettuata da Samuel P. Welles nel 1943, portò alla descrizione del nuovo genere Hydralmosaurus. Questo animale si differenziava dagli altri elasmosauri per alcune caratteristiche degli arti, tra cui un'espansione della parte distale dell'omero. 
A questo genere (e forse alla stessa specie) è stato attribuito anche uno scheletro descritto nel 1952 da Welles come Styxosaurus browni; secondo uno studio di Kenneth Carpenter 1999) questa specie sarebbe da attribuire a Hydralmosaurus sulla base dell'omero, anch'esso dotato della caratteristica espansione. 

## Significato del nome
Il nome generico Hydralmosaurus deriva dal greco hydralme ("acqua salata") e sauros ("lucertola"), ad indicare un elasmosauride che viveva in mare. L'epiteto specifico, serpentinus, si riferisce al lunghissimo collo di Hydralmosaurus. Un tempo si pensava che gli elasmosauridi possedessero un collo serpentiforme, in grado di contorcersi in vere e proprie spire; studi successivi hanno dimostrato che le articolazioni vertebrali non avrebbero permesso questa mobilità estrema.